# Talmone (Palau)
Talmone, nota anche come Poltu Cuncato e Punta San Diego, è una località a nord-ovest di Palau, nel territorio della Gallura nella costa nord-orientale della Sardegna, conosciuta soprattutto per l'omonima spiaggia e batteria militare.

## Caratteristiche
La spiaggia, frequentata meta turistica raggiungibile solo a piedi con una breve escursione di dieci-quindici minuti, consta in una serie di calette rocciose circondate dalla macchia mediterranea.

## Batteria militare
Parte del sistema di fortificazioni del Regno di Sardegna sabaudo sorto a difesa dell'arcipelago di La Maddalena e delle Bocche di Bonifacio, la Batteria fu costruita agli inizi del Novecento, dismessa dopo il Trattato di Parigi del 1947 e abbandonata per decenni. Dal 2002 è stata affidata in gestione della Regione Sardegna al FAI - Fondo per l'Ambiente italiano, per un periodo di 25 anni, garantendone il restauro e la periodica apertura al pubblico.